# Örjan Sölvell
Olof Örjan Sölvell, född 23 september 1956 i Kortedala kyrkobokföringsdistrikt i Göteborg, är professor i företagsekonomi vid Handelshögskolan i Stockholm (HHS) och ekonomie doktor.  Han tog sin grundexamen vid HHS 1979 och doktorsexamen 1987. 2005 grundade han ett nytt forskningscenter vid HHS - Center for Strategy and Competitiveness (CSC). Sölvell var dean för SSE MBA 2004–2007, chef för Handelshögskolans forskarutbildning 2007–2012, Handelshögskolans prorektor 2010–2012 samt Inspektor för Handelshögskolans Studentkår (SASSE) 2010–2013.
Örjan Sölvell är sedan 2001 Senior Institute Associate vid Harvard Business School - Institute for Strategy and Competitiveness, lett av professor Michael E. Porter. De två har bland annat publicerat boken Advantage Sweden från 1991 (i samarbete med professor Ivo Zander vid Uppsala universitet), vilken introducerade klusterbegreppet, "industry clusters", i Sverige.
Örjan Sölvell har skrivit rapporten The Cluster Initiative Greenbook från 2003 i samarbete med Christian Ketels och Göran Lindqvist.
I november 2022 debuterade Örjan Sölvell med romanen "Mühlenbock & Hammar - en grosshandlardröm i 1800-talets Göteborg" [källa behövs] som är en historisk roman baserad på Örjans morfars morfar Friedrich Mühlenbock och hans hustru Saras fantastiska levnadsöden.